# Шиллинг фон Канштадт, Анна-Юлианна
А́нна-Юлиа́нна Шиллинг фон Ка́нштадт (нем. Anna-Juliana Schilling von Canstadt; 1758 — 11 марта 1797, Рига) — немецкая аристократка, супруга генерала Христофора Ивановича Бенкендорфа.

## Биография
Анна-Юлианна происходила из старинного немецкого дворянского рода Шиллинг фон Канштадт, начало которого уходит в XIII век. С детства Анна-Юлианна была близкой подругой Софии Доротеи Вюртембергской, будущей супруги великого князя Павла Петровича, которая приняв православие стала Марией Фёдоровной.
В 1776 году вместе с принцессой Софией Доротеей приехала в Россию, где вышла замуж за генерала Христофора Ивановича Бенкендорфа. В честь свадьбы Мария Фёдоровна выслала молодожёнам 2000 рублей, а в 1781 году для них была установлена пожизненная пенсия в 500 рублей. В браке с Христофором Ивановичем было два сына и две дочери: Александр (1782—1844), Константин (1785—1827), Мария (1784—1841) и Доротея (1785—1857).
После прибытия в Санкт-Петербург Анна-Юлианна стала одной из приближённых дам в свите Марии Фёдоровны, став для неё близкой подругой. В том же году вместе с супругом она входила в свиту, которая сопровождала Павла Петровича и Марию Фёдоровну в их заграничном путешествии.
В ноябре 1791 года великий князь Павел Петрович отдалил её от двора и она отправилась с детьми к родственникам мужа в Дерпт. На переписку Анны-Юлианны с Марией Фёдоровной великий князь наложил запрет, но в 1793 году подругам было разрешено переписываться.
После смерти императрицы Екатерины II императором стал её сын Павел I, который спустя некоторое время приказал провести церемонию эксгумации своего отца императора Петра III. Анна-Юлианна и её супруг присутствовали на церемонии, после которой она тяжело заболела и 11 марта 1797 года в Риге скончалась от простуды.